# Anathallis meridana
Anathallis meridana är en orkidéart som först beskrevs av Heinrich Gustav Reichenbach, och fick sitt nu gällande namn av Alec M. Pridgeon och Mark W. Chase. Anathallis meridana ingår i släktet Anathallis och familjen orkidéer. Inga underarter finns listade i Catalogue of Life.